# Melissa Bulanhagui
Melissa Carmen Bulanhagui (Filadelfia, Pensilvania; 16 de agosto de 1990) es una ex patinadora artística estadounidense. Representó a los Estados Unidos a nivel internacional desde 2005 hasta 2010. Se convirtió en medallista de bronce nacional juvenil de Estados Unidos en 2006 y ganó dos medallas en el ISU Junior Grand Prix (oro en 2008 en el JGP de Italia, plata en 2006 en el JGP de Rumanía). Después de ascender a las categorías superiores, ganó el bronce en el Trofeo Nebelhorn de 2010. En 2011, decidió competir por Filipinas. Ganaría el bronce en el Asian Open Trophy 2013 y dos títulos nacionales de Filipinas (2012, 2013). Ella también compitió en dos Campeonatos de los Cuatro Continentes de Patinaje Artístico sobre Hielo.
En el 2019 se convirtió en actriz pornográfica con el nombre artístico de Jada Kai.

## Carrera deportiva
Bulanhagui ganó la medalla de bronce juvenil en el Campeonato de Estados Unidos de 2006. Hizo su debut en el ISU Junior Grand Prix la temporada siguiente, ganando una medalla de plata y quedando en cuarto lugar en su otro evento. Ella se clasificó para la final, donde terminó cuarta.
En 2007, Bulanhagui se torció el tobillo derecho dos veces y se rompió un ligamento mientras practicaba un triple lutz. Durante la temporada 2008-09, ganó una medalla de oro en el evento Junior Grand Prix en Italia y ocupó el noveno lugar en su otro evento. En septiembre de 2010, ganó su primera medalla internacional sénior, al ser bronce en el Trofeo Nebelhorn en Alemania.
En septiembre de 2011, Bulanhagui anunció que competiría en los campeonatos nacionales de Filipinas que iban a celebrarse al siguiente mes de noviembre y sería elegible para eventos internacionales en la temporada 2012-13. Se colocó en el decimoséptimo puesto en el Campeonato de los Cuatro Continentes de Patinaje Artístico sobre Hielo de 2013, que tuvo lugar en febrero en Osaka (Japón). En agosto de 2013, ganó el bronce en el Trofeo Abierto de Patinaje Artístico de Asia. Terminó en un decimoquinto puesto en el Campeonato de los Cuatro Continentes de Patinaje Artístico sobre Hielo de Seúl (Corea del Sur) en 2015.

## Paso a la pornografía
Retirada en 2015 como patinadora, se mudó a Colorado Springs, donde dedicaba el tiempo a entrenar y lo compaginó con varios trabajos. Dio lecciones privadas de patinaje, pero la mayoría de los mejores talentos no podían pagar sus tarifas. Trabajó en una tienda de disfraces y también fue camarera. Tras iniciar una relación sentimental con un hombre llamado Jackie Knight, se mudó a Los Ángeles (California) con él, comenzando a trabajar como modelo de cámara web.
Usando el nombre artístico de Jada Kai, comenzó a llamar la atención tras filmar su propio contenido amateur y publicarlo en redes como Pornhub. Llegó a ser entrevistada por la también actriz Asa Akira en su podcast, y esta la puso en contacto con el productor Mark Spiegler, con quien firmaría su primer contrato profesional como modelo y actriz en 2019, debutando como actriz pornográfica en julio de ese año, con 24 años.
Ha grabado para estudios como ManyVids, MET Art, Bellesa, Reality Kings, Twistys, Brazzers, Evil Angel, Cherry Pimps, Kick Ass, New Sensations, Deeper, Girlfriends Films, Pulse Distribution, Mofos o Third Degree Films, entre otros, habiendo rodado unas 80 escenas como actriz.
En 2021 fue nominada en los Premios AVN, en la categoría de fans, a la Debutante más caliente.

## Premios y nominaciones
| Año  | Ceremonia   | Resultado | Premio                        | Trabajo          |
| ---- | ----------- | --------- | ----------------------------- | ---------------- |
| 2023 | Premios AVN | Nominada  | Mejor actriz en mediometraje  | Jada             |
| 2023 | Premios AVN | Nominada  | Mejor escena de sexo en grupo | Sex Without Love |

## Vida personal
Sus padres son oriundos de Filipinas. Habla y entiende algo de tagalo, aunque no lo habla con fluidez. Recibió su pasaporte filipino en octubre de 2011.